# Set Me Free (Marion Raven)
Set Me Free è il secondo album in studio da solista della cantante norvegese Marion Raven, già membro del gruppo M2M. Il disco è uscito nel 2007.
L'album è uscito in Europa e negli Stati Uniti e contiene anche tracce già edite nel precedente Here I Am, che era invece uscito in Paesi dell'Asia e non solo.

## Tracce
1. Set Me Free (Marion Raven, Nikki Sixx, DJ Ashba) – 3:52
2. Falling Away (Raven, Freddy Wexler, Arthur Lafrentz Bacon, Harris Doran) – 3:31
3. Crawl (Raven, Danielle Brisebois, Jimmy Harry) – 3:49
4. Here I Am (Raven, Max Martin, Rami) – 3:52
5. Thank You for Loving Me (Raven, DJ Ashba) – 4:12
6. 13 Days (Raven, Chantal Kreviazuk, Raine Maida) – 3:07
7. Break You (Martin, Dr. Luke) – 3:12
8. Heads Will Roll (Raven, Siham Shnurov, Nikki Sixx, James Michael) – 3:19
9. For You I'll Die (Raven) – 4:53
10. At the End of the Day (Raven, Art Alexakis) – 4:04
11. All I Wanna Do is You (Raven, Keith Nelson, Siham Shnurov) – 3:10

Bonus track Europa
1. Let Me Introduce Myself (acoustic; Raven) – 3:12